# تیوی
تیوی (به لاتین: Tivi) یک منطقه مسکونی در جمهوری آذربایجان است که در شهرستان اردوباد جای دارد. تیوی ۱۳۴۷ تن جمعیت دارد.